# Charles Cornwallis, první markýz Cornwallis
Charles Cornwallis, 1. markýz Cornwallis, obecně známý též jako Lord Cornwallis (Charles Cornwallis, 1st Marquess Cornwallis, 2nd Earl Cornwallis, 2nd Viscount Brome, 6th Baron Cornwallis of Eye, 6th Baronet Cornwallis of Brome) (31. prosince 1738, Londýn, Anglie – 5. října 1805, Gázipúr, Indie) byl britský generál, politik a diplomat. Od mládí sloužil v armádě, kariéru zahájil za sedmileté války v Německu. Od roku 1762 byl jako hrabě členem Sněmovny lordů. Za války amerických kolonií za nezávislost byl jedním z vrchních velitelů v severní Americe, kde po počátečních úspěších utrpěl porážku u Yorktownu, která znamenala konec britské koloniální nadvlády na území dnešních USA. Přes fiasko v Americe si udržel vliv a později se uplatnil jako generální guvernér Indie (1786–1793), byl povýšen na markýze (1792) a dosáhl hodnosti generála (1793). Později byl členem vlády a v letech 1798–1801 byl místokrálem v Irsku. V roce 1805 byl podruhé jmenován generálním guvernérem v Indii, kde zemřel krátce po příjezdu.

## Životopis

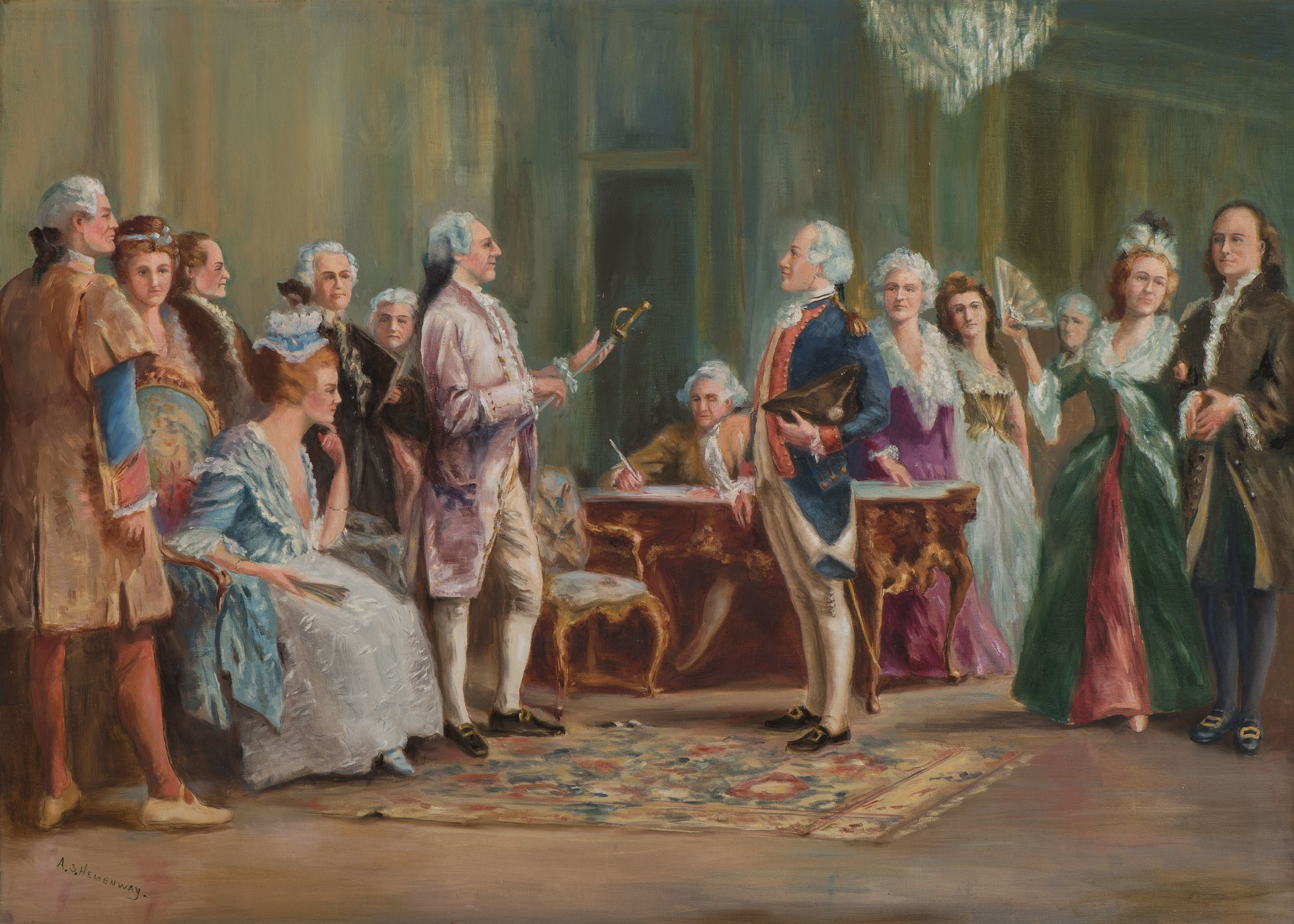
George Washington přebírá meč od generála Cornwallise po kapitulaci britské armády u Yorktownu

Pocházel ze starého šlechtického rodu Cornwallisů připomínaného od 14. století. Narodil se jako nejstarší syn Charlese Cornwallise, 1. hraběte Cornwallise (1700–1762), po matce Elizabeth (1703–1785) byl potomkem vlivné politické dynastie Townshendů a vnukem dlouholetého ministra zahraničí 2. vikomta Townshenda. Studoval v Etonu a na univerzitě v Cambridge, v rámci kavalírské cesty si ještě doplnil vzdělání na vojenské akademii v Turínu. V roce 1757 vstoupil do armády a v rámci sedmileté války bojoval v severní Americe, po návratu do Evropy se zúčastnil tažení v Německu a v letech 1758–1759 byl pobočníkem markýze z Granby. V roce 1759 dosáhl hodnosti kapitána a v roce 1761 byl již podplukovníkem. V letech 1760–1762 byl zároveň poslancem Dolní sněmovny za stranu whigů. V roce 1762 zdědil titul hraběte a vstoupil do Sněmovny lordů (do té doby jako otcův dědic užíval titul vikomt Brome). V Horní sněmovně jako jeden z mála odmítl v roce 1765 přijmout kolkový zákon. Téhož roku byl povýšen na plukovníka, jmenován pobočníkem krále Jiřího III. a královským komorníkem. V letech 1767–1769 zastával čestnou funkci soudce v jižních hrabstvích (Justice in eyre South of Trent), poté byl vicepokladníkem v Irsku (1769–1770) a v roce 1770 byl jmenován členem irské Tajné rady.[zdroj?]

Markýz Cornwallis ve slavnostním úboru místokrále v Irsku (William Beechey, 1799)

Mezitím postupoval v armádních hodnostech (generálmajor 1775, generálporučík 1776), a i když ve Sněmovně lordů kritizoval vládní politiku vůči koloniím, po vypuknutí nepokojů v severní Americe tam byl vyslán jako jeden z vrchních velitelů (1776). Vyznamenal se při dobytí Filadelfie (1777) a Charlestonu (1779), mezitím dvakrát pobýval na dovolené v Anglii, kde byl přítomen úmrtí své nemocné manželky (1779). V roce 1780 převzal velení v Jižní Karolíně a Georgii, kde dosáhl několika dílčích úspěchů (bitva u Camdenu, 1780; bitva u Guilford Court House, 1781). Nakonec se ale u Yorktownu ocitl v obklíčení americko-francouzské armády podporované z moře francouzským námořnictvem. V říjnu 1781 u u Yorktownu kapituloval a s 8 000 vojáky padl do zajetí. Bitva u Yorktownu předznamenala celý výsledek americké války za nezávislost a definitivní ztrátu britských kolonií v této oblasti. Cornwallis opustil Ameriku v roce 1782, vinu za kapitulaci svedl na generála Henryho Clintona, s nímž měl četné spory.[zdroj?]

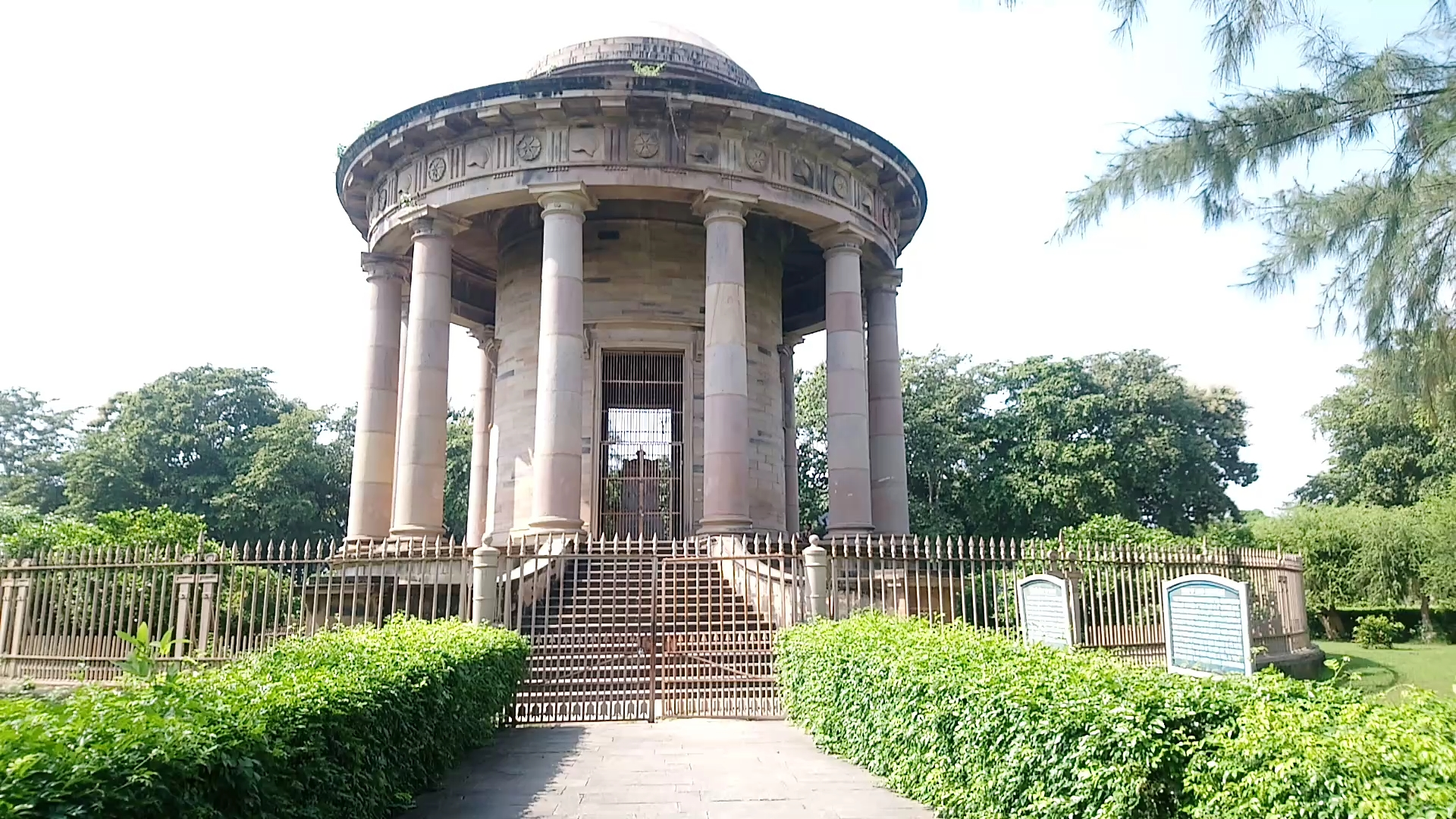
Hrobka markýze Cornwallise v Gazipuru (Indie)

Přes neúspěch v Americe si udržel přízeň dvora a jeho kariéra pokračovala i v následujících letech. Po návratu do Evropy byl krátce vyslancem v Prusku (1784–1785) a v roce 1786 obdržel Podvazkový řád. V letech 1786–1793 zastával funkci generálního guvernéra v Indii, kde provedl četné správní reformy především v daňové politice a s pomocí armády také rozšířil britské državy (dobytí Seringapatamu, 1792). Ještě během pobytu v Indii byl povýšen na markýze (1792), po návratu do Anglie byl povýšen do hodnosti generála a jmenován členem Tajné rady (1793). V letech 1795–1801 byl členem vlády ve funkci generálního polního zbrojmistra (Master General of the Ordnance, 1795–1801). V roce 1797 mu byla nabídnuta znovu funkce indického generálního guvernéra, což ale odmítl. Od roku 1798 byl místokrálem v Irsku, kde potlačil nepokoje podporované ze strany revoluční Francie. Později měl zásadní podíl na vytvoření unie Irska s Velkou Británií a vzniku Spojeného království (1801). Po pádu Pittovy vlády byl odvolán z Irska i z funkce generálního polního zbrojmistra (1801), následně se znovu uplatnil jako diplomat při ukončení válečného stavu s Francií (mír v Amiensu 1802). Po návratu Williama Pitta do úřadu premiéra byl znovu jmenován generálním guvernérem v Indii, zemřel ale krátce po příjezdu v Ghazípuru.[zdroj?]

## Rodina a majetek

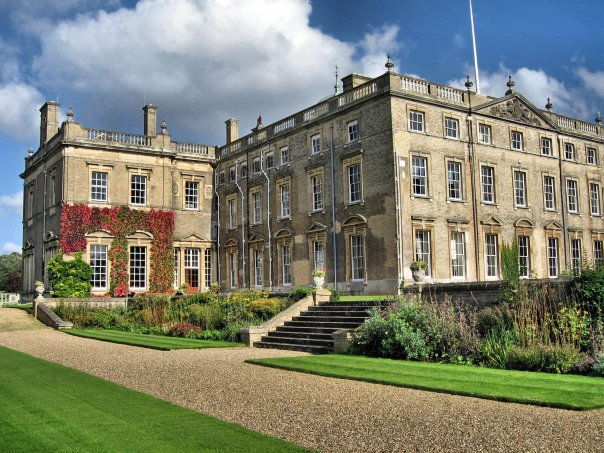
Zámek Culford Park (Suffolk), hlavní sídlo markýze Cornwallise

V roce 1768 se oženil s Jemimou Jonesovou (1747–1779), dcerou důstojníka Jamese Jonese. Z jejich manželství pocházely dvě děti, dědicem titulu markýze byl syn Charles Cornwallis, 2. markýz Cornwallis (1774–1823), který byl v mládí poslancem Dolní sněmovny a později zastával funkci nejvyššího štolby (1806–1823).[zdroj?]
Charles Cornwallis měl tři bratry. Henry (1740–1761) sloužil za sedmileté války v armádě v Německu a před svou předčasnou smrtí byl též krátce poslancem Dolní sněmovny. Další bratr James (1743–1824) byl duchovním a dlouholetým biskupem v diecézi Lichfield a Coventry (1781–1824). Nejmladší bratr William (1744–1819) sloužil u královského námořnictva, dosáhl hodnosti admirála (1799) a v letech 1803–1806 byl vrchním velitelem v Lamanšském průlivu.[zdroj?]
Rodina Cornwallisů vlastnila statky v hrabství Suffolk, kde byl od 16. století jejich hlavním sídlem zámek Brome Hall (zbořený v roce 1963). Další majetek v Suffolku vlastnili od roku 1660 v obci Culford, zámek Culford Park byl za prvního markýze přestavěn v letech 1790–1796 podle projektu architekta Samuela Wyatta (zámek dnes slouží jako škola).[zdroj?]